# Steven Paul
Steven Paul (nacido el 16 de mayo de 1959) es un cineasta, actor y gestor de talentos independiente estadounidense. Es el presidente, fundador y director ejecutivo de Crystal Sky Pictures.

## Vida y carrera
Paul nació en la ciudad de Nueva York. Su madre, Dorothy Koster Paul, era directora de casting y su padre se dedicaba al negocio de las inversiones. Comenzó su carrera como actor infantil a la edad de 7 años y comenzó a escribir obras de teatro cuando tenía 12 años. A la edad de 21 años, se convirtió en la persona más joven en dirigir una película de estudio importante con su debut como director Falling in Love Again, que también coescribió y produjo.
Los créditos de producción de Paul incluyen Never Too Young to Die, El mosquetero, Ghost Rider, Bratz, Doomsday, Tekken, Ghost in the Shell, Rambo V: Last Blood y la serie de Baby Geniuses. También es el manager del actor Jon Voight y anteriormente dirigió a Gene Wilder, Michael Cimino y Bob Clark. Originalmente fundó Paul Entertainment a principios de la década de 1980, y se asoció con la actriz Bo Derek en 1987 para vender el largometraje inédito A Knight of Love.
En 2000, MM Media y Crystal Sky firmaron un acuerdo de cofinanciación de 12 películas.
En enero de 2017, Paul compró la empresa de distribución Echo Bridge.

## Filmografía

### Películas

#### Escritor/Productor
| Año       | Título                             | Productor | Guionista | Otro | Director                    | Notas                  |
| --------- | ---------------------------------- | --------- | --------- | ---- | --------------------------- | ---------------------- |
| 1987      | Mike's Talent Show                 | Ejecutivo | No        | No   | Jay Dubin                   | Película de televisió  |
| 1992      | Illusions                          | Sí        | No        | No   | Victor Kulle                | Película de televisió  |
| 1995      | The Tin Soldier                    | Sí        | No        | No   | Jon Voight y Gregory Gieras | Película de televisió  |
| 1999      | Murder in a Small Town             | Sí        | No        | No   | Joyce Chopra                | Película de televisió  |
| 1999      | Boys Will Be Boys                  | Sí        | No        | No   | Dom DeLuise                 | Película de televisió  |
| 1999      | Arthur's Quest                     | Sí        | No        | No   | Neil Mandt                  | Película de televisió  |
| 1999      | The Lady in Question               | Sí        | No        | No   | Joyce Chopra                | Película de televisió  |
| 1999      | Noah's Ark                         | No        | No        | Sí   | John Irvin                  | 2 episodios            |
| 2000      | The Princess & the Barrio Boy      | Sí        | Historia  | No   | Tony Plana                  | Película de televisión |
| 2002      | Project Viper                      | Ejecutivo | No        | No   | Jim Wynorski                | Película de televisión |
| 2002      | ChromiumBlue.com                   | Ejecutivo | No        | No   | Zalman King y Scott Sampler | 13 episodios           |
| 2005      | The Karate Dog                     | Sí        | Sí        | Sí   | Bob Clark                   | Película de televisión |
| 2011      | A Christmas Wish                   | Ejecutivo | No        | No   | Craig Clyde                 | Película de televisión |
| 2013-2015 | Baby Geniuses Television Series    | Sí        | Sí        | No   | Sean McNamara               | 7 episodios            |
| 2019      | Roseanne Barr & Rabbi Shmuley Show | Sí        | No        | No   | Sean McNamara               | Especial de televisión |

#### Solo productor
| Año  | Título                              | Director                      |
| ---- | ----------------------------------- | ----------------------------- |
| 1987 | Emanon                              | Stuart Paul                   |
| 1990 | Fate                                | Stuart Paul                   |
| 1993 | Bitter Harvest                      | Duane Clark                   |
| 1994 | Huck and the King of Hearts         | Michael Keusch                |
| 1994 | Hail Caesar                         | Anthony Michael Hall          |
| 1994 | A Million to Juan                   | Paul Rodriguez                |
| 1995 | Charlie's Ghost Story               | Anthony Edwards               |
| 1996 | Seducción mortal                    | Yurek Bogayevicz              |
| 1997 | Bombshell                           | Paul Wynne                    |
| 1998 | The Modern Adventures of Tom Sawyer | Adam Weissman                 |
| 1999 | The Prince and the Surfer           | Arye Gross                    |
| 2000 | The Million Dollar Kid              | Neil Mandt                    |
| 2006 | The Legend of Simon Conjurer        | Stuart Paul                   |
| 2007 | Ghost Rider                         | Mark Steven Johnson           |
| 2007 | Bratz                               | Sean McNamara                 |
| 2008 | Doomsday                            | Neil Marshall                 |
| 2010 | Tekken                              | Dwight H. Little              |
| 2011 | Ghost Rider: Espíritu de Venganza   | Mark Neveldine y Brian Taylor |
| 2012 | Beyond                              | Josef Rusnak                  |
| 2013 | Robosapien: Rebooted                | Sean McNamara                 |
| 2014 | The Final Song                      | Stuart Paul                   |
| 2017 | Ghost in the Shell                  | Rupert Sanders                |
| 2018 | Reverse Heaven                      | Stuart Paul                   |
| 2019 | Dr. Jekyll Better Hide              | Stuart Paul                   |
| 2024 | The Painter                         | Kimani Ray Smith              |

#### Productor ejecutivo
| Año  | Título                                               | Director               |
| ---- | ---------------------------------------------------- | ---------------------- |
| 1993 | Deadly Exposure                                      | Lawrence Mortorff      |
| 1994 | Confessions of a Hitman                              | Larry Leahy            |
| 1995 | The Whispering                                       | Gregory Gieras         |
| 2000 | Little Insects                                       | Gregory Gieras         |
| 2001 | El mosquetero                                        | Peter Hyams            |
| 2002 | Julie Walking Home                                   | Agnieszka Holland      |
| 2006 | Broken                                               | Simon Boyes Adam Mason |
| 2006 | Treasure Island Kids: The Battle of Treasure Island  | Gavin Scott            |
| 2006 | Treasure Island Kids: The Monster of Treasure Island | Michael Hurst          |
| 2007 | The Devil's Chair                                    | Adam Mason             |
| 2007 | Big Stan                                             | Rob Schneider          |
| 2011 | Down the Shore                                       | Harold Guskin          |
| 2011 | Pizza Man                                            | Joe Eckardt            |
| 2012 | The Forger                                           | Lawrence Roeck         |
| 2014 | Wolves                                               | David Hayter           |
| 2016 | Amazing Ape                                          | Juliano Brotman        |
| 2016 | Madtown                                              | Charles Moore          |
| 2016 | Smoking Guns                                         | Savvas Michael         |
| 2016 | AmStarDam                                            | Lee and Wayne Lennox   |
| 2016 | Dwelling                                             | Kyle Mecca             |
| 2017 | Security                                             | Alain DesRochers       |
| 2017 | Pottersville                                         | Seth Henrikson         |
| 2019 | Red Devil                                            | Savvas D. Michael      |
| 2020 | Tribal Get Out Alive                                 | Matt Routledge         |

#### Actor
| Año  | Título                              | Papel                                | Notas             |
| ---- | ----------------------------------- | ------------------------------------ | ----------------- |
| 1971 | Happy Birthday, Wanda June          | Paul Ryan                            |                   |
| 1980 | Falling in Love Again               | Stan the Con (1940's)                |                   |
| 1982 | Slapstick of Another Kind           | Air Force One 'Ensign'               |                   |
| 1987 | Emanon                              | Director de televisión               |                   |
| 1990 | Eternidad                           | Director de escena                   |                   |
| 1992 | The Double 0 Kid                    | Botones del servicio de habitaciones |                   |
| 2000 | The Million Dollar Kid              | Presentador de televisión            |                   |
| 2003 | Urusei Yatsura: Only You            | Chibi (voz)                          | Versión en inglés |
| 2003 | Urusei Yatsura 3: Remember My Love  | Chibi (voz)                          | Versión en inglés |
| 2004 | Urusei Yatsura 4: Lum the Forever   | Chibi (voz)                          | Versión en inglés |
| 2004 | Urusei Yatsura: The Final Chapter   | Voces adicionales                    | Versión en inglés |
| 2005 | Urusei Yatsura: Always My Darling   | Chibi (voz)                          | Versión en inglés |
| 2009 | Opposite Day                        | Charles Tormell                      |                   |
| 2015 | A Christmas Eve Miracle             | Sr. Ralph                            |                   |
| 2016 | JL Ranch                            | Hombre de traje negro                |                   |
| 2018 | The Ghost Beyond                    | Benjamin                             |                   |
| 2020 | JL Family Ranch: el regalo de bodas | Todd                                 |                   |

### Televisión

#### Escritor/Productor
| Año  | Título                                   | Productor | Guionista | Otro | Director              |
| ---- | ---------------------------------------- | --------- | --------- | ---- | --------------------- |
| 1980 | Falling in Love Again                    | Sí        | Sí        | No   | Él mismo              |
| 1982 | Slapstick of Another Kind                | Sí        | Sí        | No   | Él mismo              |
| 1986 | Never Too Young to Die                   | Sí        | Sí        | No   | Gil Bettman           |
| 1990 | Eternity                                 | Sí        | Sí        | No   | Él mismo              |
| 1992 | The Double 0 Kid                         | Sí        | Historia  | No   | Dee McLachlan         |
| 1995 | Hourglass                                | Sí        | Historia  | No   | C. Thomas Howell      |
| 1997 | The Protector                            | Sí        | Historia  | No   | Jack Gill             |
| 1999 | Baby Geniuses                            | Sí        | Historia  | Sí   | Bob Clark             |
| 1999 | A Dog of Flanders                        | Ejecutivo | No        | Sí   | Kevin Brodie          |
| 2004 | Superbabies: Baby Geniuses 2             | Sí        | Historia  | Sí   | Bob Clark             |
| 2009 | Opposite Day                             | Sí        | Historia  | Sí   | R. Michael Givens     |
| 2012 | Chilly Christmas                         | Sí        | No        | Sí   | Gregory Poppen        |
| 2013 | Baby Geniuses: Baby Squad Investigators  | Sí        | Sí        | Sí   | Sean McNamara         |
| 2013 | Dracula: The Dark Prince                 | Sí        | Sí        | Sí   | Pearry Teo            |
| 2014 | Baby Geniuses and the Treasures of Egypt | Sí        | Sí        | Sí   | Sean McNamara         |
| 2014 | Tekken 2: Kazuya's Revenge               | Sí        | Sí        | Sí   | Wych Kaosayananda     |
| 2014 | A Magic Christmas                        | Ejecutivo | No        | Sí   | R. Michael Givens     |
| 2015 | A Christmas Eve Miracle                  | Sí        | Historia  | Sí   | R. Michael Givens     |
| 2015 | Baby Geniuses and the Space Baby         | Sí        | Sí        | Sí   | Sean McNamara         |
| 2016 | JL Ranch                                 | Sí        | Historia  | No   | Charles Robert Carner |
| 2018 | Surviving the Wild                       | Sí        | Historia  | Sí   | Patrick Alessandrin   |
| 2018 | Orphan Horse                             | Sí        | Historia  | No   | Sean McNamara         |
| 2018 | The Ghost Beyond                         | Sí        | Historia  | No   | R. Michael Givens     |
| 2020 | JL Family Ranch: el regalo de bodas      | Sí        | Historia  | No   | Sean McNamara         |

#### Actor
| Year | Title               | Role                  | Notes                           |
| ---- | ------------------- | --------------------- | ------------------------------- |
| 1975 | The Secrets of Isis | Kevin McCauley        | Episodio: ''Rockhound's Roost'' |
| 1995 | The Tin Soldier     | Locutor de telediario | Película de televisión          |

## Vida personal
Paul tiene dos hermanos, Stuart Paul (actor y director) y Bonnie Paul (actriz). Su sobrina es la actriz Skyler Shaye.